# Percy Faraday Frankland
Percy Faraday Frankland (* 3. Oktober 1858 in London; † 28. Oktober 1946 in Lochawe, Argyllshire) war ein britischer Chemiker.

## Leben und Wirken
Frankland war der Sohn des Chemikers Edward Frankland und studierte 1875 bis 1878 Geologie an der Royal School of Mines in London (wo sein Vater Chemie unterrichtete) und ging dann zum Chemiestudium nach Würzburg, wo er 1880 bei Johannes Wislicenus mit der Arbeit Über die Einwirkung von Diazonaphtalin auf Salicylsäure promoviert wurde. Frankland war dann Assistent für Chemie an der Royal School of Mines und erhielt 1881 den Bachelor-Abschluss in Chemie an der University of London. 1888 wurde er Professor am University College Dundee in Dundee und 1894 am Mason College in Birmingham. 1918 wurde er emeritiert.
Wie sein Vater befasste er sich mit Bakteriologie und Wasseranalyse und in der Nachfolge von Louis Pasteur mit der Chemie der Bakterien-Gärung und der optischen Aktivität der dabei entstehenden Substanzen. Ihn interessierte insbesondere der Zusammenhang von Struktur und optischer Aktivität und er trug dazu mit seinen Schülern umfangreiches Beobachtungsmaterial zusammen, dessen Wert aber aus heutiger Sicht eingeschränkt ist, da er zum Beispiel den Einfluss des Lösungsmittels vernachlässigte.
1882 heiratete er die Tochter Grace (1858–1946) des Othologen Joseph Toynbee, die selbst in Mikrobiologie forschte, teilweise mit ihrem Mann und dessen Vater. 1903 schrieb sie ein populärwissenschaftliches Buch über Bakterien. Frankland schrieb mit seiner Frau ein Buch über Louis Pasteur (London, Cassell 1898).
Zu seinen Studenten gehörte der Nobelpreisträger Francis William Aston.

## Ehrungen
Am 4. Juni 1891 wurde Frankland als Mitglied („Fellow“) in die Royal Society gewählt. Er war CBE (1920) und  Ehrendoktor der University of St Andrews.
1919 erhielt er die Davy-Medaille.

## Schriften (Auswahl)
Bücher
- Pasteur. Cassell and Company, London / Paris / Melbourn 1898 (Digitalisat) – mit seiner Ehefrau.

Zeitschriftenbeiträge
- First report to the water research committee of the Royal Society, on the present state of our knowledge concerning the bacteriology of water, with especial reference to the vitality of pathogenic schizomycetes in water. In: Proceedings of the Royal Society of London. Band 51, 1892, S. 183–279 (doi:10.1098/rspl.1892.0019, JSTOR:115102) – mit Harry Marshall Ward.
- Second report to the Royal Society Water Research Committee. The vitality and virulence of Bacillus anthracis and its spores in potable waters. In: Proceedings of the Royal Society of London. Band 53, 1893, S. 164–317 (doi:10.1098/rspl.1893.0021, JSTOR:115348) – mit Harry Marshall Ward.
- Third report to the Royal Society Water Research Committee. In: Proceedings of the Royal Society of London. Band 56, 1894, S. 315–556 (doi:10.1098/rspl.1894.0121, JSTOR:115616) – mit Harry Marshall Ward.
- Fourth report to the Royal Society Water Research Committee. In: Proceedings of the Royal Society of London. Band 58, 1895, S. 265–468 (doi:10.1098/rspl.1895.0045, JSTOR:115798) – mit Harry Marshall Ward.